# 1413
Évszázadok: 14. század – 15. század – 16. század
Évtizedek: 1360-as évek – 1370-es évek – 1380-as évek – 1390-es évek – 1400-as évek – 1410-es évek – 1420-as évek – 1430-as évek – 1440-es évek – 1450-es évek – 1460-as évek
Évek: 1408 – 1409 – 1410 – 1411 –  1412 – 1413 – 1414 – 1415 – 1416 – 1417 – 1418

## Események
- február. – Luxemburgi Zsigmond  ötéves  fegyverszünetet köt a Velencei Köztársasággal.
- március 20. – V. Henrik követi apját IV. Henriket az angol trónon.
- július 10. – I. Mehmed legyőzi fivére, Musza bursai szultán seregeit Szófiánál, ettől kezdve egyeduralkodó az Oszmán Birodalomban.
- október 2. – Lengyelország és Litvánia megköti a horodłói uniót.[1]
- A török elfoglalja Szendrő várát.
- A párizsi kézművesek és kereskedők Caboche vezetésével fegyvert fognak a rendi gyűlés határozatainak megvalósításáért. A megriadt főnemesség beengedi a városba az orléans-i párt seregeit, akik leverik a felkelést.

## Születések
- Borso Este Modena, Reggio és Ferrara hercege († 1471).

## Halálozások
- március 20. – IV. Henrik angol király (* 1366)
- július 10. – Musza bursai szultán (* 1388)